# Rudolph Salomon
Konstantin Wilhelm Louis Rudolph Salomon (* 20. März 1858 in Berlin; † 30. Juni 1914 in München) war ein deutscher Kommunalpolitiker und Abgeordneter des Provinziallandtages der preußischen Provinz Hessen-Nassau.

## Leben
Rudolph Salomon besuchte nach seiner Schulausbildung die Kadetten- und Kriegsakademie in Berlin, blieb bis 1891 in der Preußischen Armee und wurde als Hauptmann entlassen. Am 18. Juni 1891 wurde er zum Bürgermeister der Stadt Schlüchtern gewählt und am 21. Juli in sein Amt eingeführt. Hier blieb er bis zum Jahre 1905, als er Bürgermeister von Niederlahnstein geworden war. Mit diesem Amt verbunden war der Sitz im Kurhessischen Kommunallandtag des Regierungsbezirks Kassel, aus dessen Mitte er zum Abgeordneten des Provinziallandtages der Provinz Hessen-Nassau bestimmt wurde.